# Сесилија Пејн Гапошкин
Сесилија Пејн Гапошкин (рођена Пејн; 10. мај 1900 — Кембриџ, Масачусетс, 7. децембра 1979) била је америчка астрономка и астрофизичарка рођена у Британији, која је у својој докторској тези 1925. године предложила да се звезде састоје превасходно од водоника и хелијума. Њен револуционарни закључак првобитно је одбијен, јер се супротстављао научном мишљењу тог времена, које је сматрало да нема значајних елементарних разлика између Сунца и Земље. Независна запажања су на крају показала да је њена тврдња тачна.